# Apamea amica
Apamea amica là một loài bướm đêm trong họ Noctuidae.